# Screen Actors Guild Award för bästa stuntensemble i en film
Screen Actors Guild Award för bästa stuntensemble i en film (engelska: Screen Actors Guild Award for Outstanding Performance by a Stunt Ensemble in a Motion Picture) delas ut vid den årliga filmgalan Screen Actors Guild Awards, till den film som anses haft en stuntensemble som presterat bäst. Priset har delats ut i denna kategori sedan den 14:e galan, 2008.

## Vinnare och nominerade

### 2000-talet
| År          | Film                                        |
| ----------- | ------------------------------------------- |
| 2007 (14:e) | The Bourne Ultimatum                        |
| 2007 (14:e) | 300                                         |
| 2007 (14:e) | I Am Legend                                 |
| 2007 (14:e) | The Kingdom                                 |
| 2007 (14:e) | Pirates of the Caribbean: Vid världens ände |
| 2008 (15:e) | The Dark Knight                             |
| 2008 (15:e) | Hellboy II: The Golden Army                 |
| 2008 (15:e) | Indiana Jones och Kristalldödskallens rike  |
| 2008 (15:e) | Iron Man                                    |
| 2008 (15:e) | Wanted                                      |
| 2009 (16:e) | Star Trek                                   |
| 2009 (16:e) | Public Enemies                              |
| 2009 (16:e) | Transformers: De besegrades hämnd           |

### 2010-talet
| År          | Film                                   |
| ----------- | -------------------------------------- |
| 2010 (17:e) | Inception                              |
| 2010 (17:e) | Green Zone                             |
| 2010 (17:e) | Robin Hood                             |
| 2011 (18:e) | Harry Potter och dödsrelikerna – Del 2 |
| 2011 (18:e) | The Adjustment Bureau                  |
| 2011 (18:e) | Cowboys & Aliens                       |
| 2011 (18:e) | Transformers: Dark of the Moon         |
| 2011 (18:e) | X-Men: First Class                     |
| 2012 (19:e) | Skyfall                                |
| 2012 (19:e) | The Amazing Spider-Man                 |
| 2012 (19:e) | The Bourne Legacy                      |
| 2012 (19:e) | The Dark Knight Rises                  |
| 2012 (19:e) | Les Misérables                         |
| 2013 (20:e) | Lone Survivor                          |
| 2013 (20:e) | All Is Lost                            |
| 2013 (20:e) | Fast & Furious 6                       |
| 2013 (20:e) | Rush                                   |
| 2013 (20:e) | The Wolverine                          |
| 2014 (21:a) | Unbroken                               |
| 2014 (21:a) | Fury                                   |
| 2014 (21:a) | Get on Up                              |
| 2014 (21:a) | Hobbit: Femhäraslaget                  |
| 2014 (21:a) | X-Men: Days of Future Past             |
| 2015 (22:a) | Mad Max: Fury Road                     |
| 2015 (22:a) | Everest                                |
| 2015 (22:a) | Fast & Furious 7                       |
| 2015 (22:a) | Jurassic World                         |
| 2015 (22:a) | Mission: Impossible – Rogue Nation     |
| 2016 (23:e) | Hacksaw Ridge                          |
| 2016 (23:e) | Captain America: Civil War             |
| 2016 (23:e) | Doctor Strange                         |
| 2016 (23:e) | Jason Bourne                           |
| 2016 (23:e) | Nocturnal Animals                      |